# حكومة عبد الحميد كرامي
الحكومة اللبنانية الثالثة بعد الاستقلال، والثالثة بعهد الرئيس بشارة الخوري، رأس الحكومة عبد الحميد كرامي، وهي الحكومة الوحيدة التي تولى رئاستها. تشكلت الحكومة بموجب المرسوم رقم 2622 الصادر بتاريخ 9 كانون الثاني / يناير 1945، ونالت الحكومة الثقة ب36 صوتاً بالإجماع مع اعتذر 19 نائب عن حضور الجلسة. واستقالت الحكومة بتاريخ 22 آب / أغسطس 1945.

## أعضاء الحكومة
- عبد الحميد كرامي رئيساً لمجلس الوزراء ووزيراً للدفاع الوطني ووزيراً للمالية.
- نقولا مخايل غصن نائباً لرئيس مجلس الوزراء ووزيراً للبرق والبريد ووزيراً للصناعة والتجارة.
- احمد الاسعد وزيراً للأشغال العامة ووزيراً للصحة والإسعاف العام.
- وديع نعيم وزيراً للتربية الوطنية والفنون الجميلة ووزيراً للداخلية.
- جميل تلحوق وزيراً للتموين ووزيراً للزراعة.
- سليم تقلا وزيراً للخارجية ووزيراً للعدلية.

### تعديلات حكومية
توفي الوزير سليم تقلا في 11 كانون الثاني / يناير 1945، أي بعد يومين من تشكيل الحكومة، وفي 13 كانون الثاني / يناير عين هنري فرعون وزيراً للخارجية ووزيراً للعدلية خلفاً له.

## وصلات خارجية
- موقع رئاسة مجلس الوزراء الرسمي